# 鈕匪石
钮树玉（1760年—1827年），字藍田、匪石，一作非石，以字行，是清乾隆、嘉慶年間的一位昆曲家、文字學家，師從葉堂，號稱葉氏“第一弟子”。著有《段氏說文注訂》等書。

## 生平
钮匪石是吴县洞庭人，祖父本立、父親懷宏都沒有當過官。他家並不富裕，他雖然年少讀書，尤精于文字学，不事科舉，迫於生計營過木棉販賣生意，但“舟船车骡之间，必载经史以随”。他曾向錢大昕清請教學問，但錢大昕很器重他，《洞庭東山志》說：錢大昕對他“不以弟子禮相待”。與青浦王蘭泉有唱和。一生窮困，輾轉依靠溧阳知县陈鸿寿、上海道台龔麗正（龔自珍之父）、布政使梁章巨為幕僚。
他曾隨叶堂學習昆曲，後來又傳給名旦金德辉。龚自珍曾在嘉庆二十四年（1819年）冬邀請紐至其家做客，後來在《书金伶》說：“江左言歌，自叶先生之死，必曰钮生；而德辉以伶工厕其间，奋志孤进，不三年，名几与钮抗。”

## 著作
按《清儒傳略》，他著有《說文新附考》六卷、《續考》一卷、《段氏說文注訂》八卷、《說文解字校錄》十五卷、《說文玉篇校錄》一卷、《急就章考證》一卷、《匪石遺文》一卷、《钮匪石日記鈔》一卷、《匪石子》一卷、《匪石山人詩》一卷、《匪石先生文集》二卷、《匪石居吟藁》六卷、《群經古義參證》一卷。
《段氏说文注订》在道光三年（1823）成書，成書後名重當時，胡樸安在《中國文字學史》評價《段氏说文注订》時說：“段氏之書為研究中國文字學之人所公認為博且精者”。